# Vincent Solheid
Vincent Solheid est un artiste plasticien, comédien, scénariste et réalisateur belge né à Malmedy en Belgique. 

## Biographie
C'est à 15 ans qu'il monte sa première exposition personnelle, à Malmedy, sa ville natale. Il est diplômé de l’Institut supérieur des beaux-arts de Saint-Luc à Liège où il a poursuivi en parallèle une formation en gravure.
Il conçoit des expositions en solo en Belgique, Allemagne, Angleterre et France, souvent dans des lieux imprégnés d’histoire (Tower Bridge à Londres, usine désaffectée…) ou de sacré (abbaye, église, chapelle).

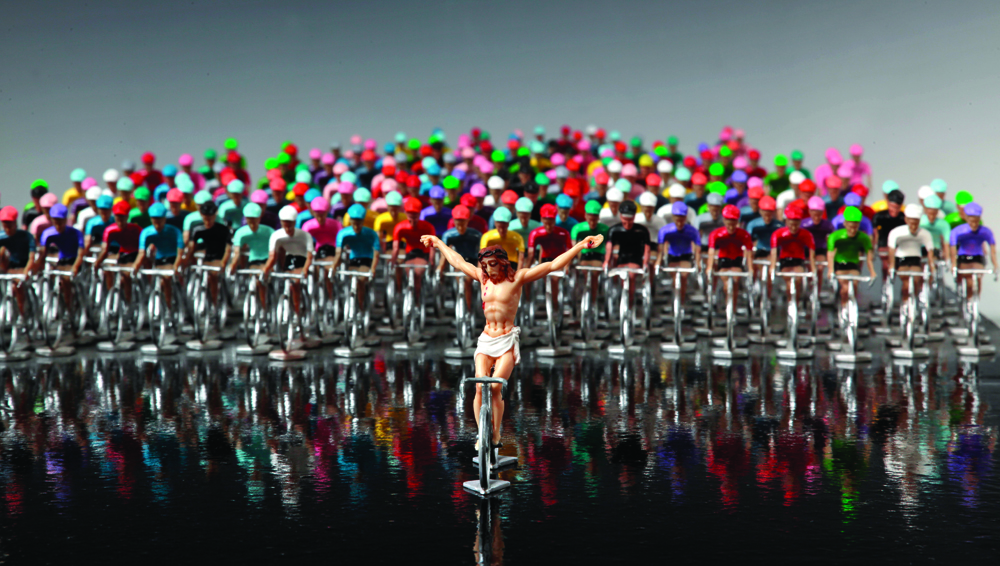
Les premiers seront les derniers, Vincent Solheid, 2011.

En 2011, il participe à l’exposition Wunderkammer au Botanique à Bruxelles avec, entre autres, Jan Fabre, Wim Delvoye et Jean-Luc Moerman. L'année suivante, son œuvre Les premiers seront les derniers remporte le prix du public.
En 2007, il débute l’écriture et le tournage, avec une bande d’amis, d’un premier long métrage pour le cinéma Le Grand'Tour. Quatre ans plus tard, le film sera apprécié en festival : Festival de Rotterdam, Festival de Cannes, Festival du film francophone de Namur, mais aussi le Festival de Miami. Le film remporte l’Amphore d’or décernée par Bertrand Blier au premier festival international grolandais (Canal+) de Toulouse.

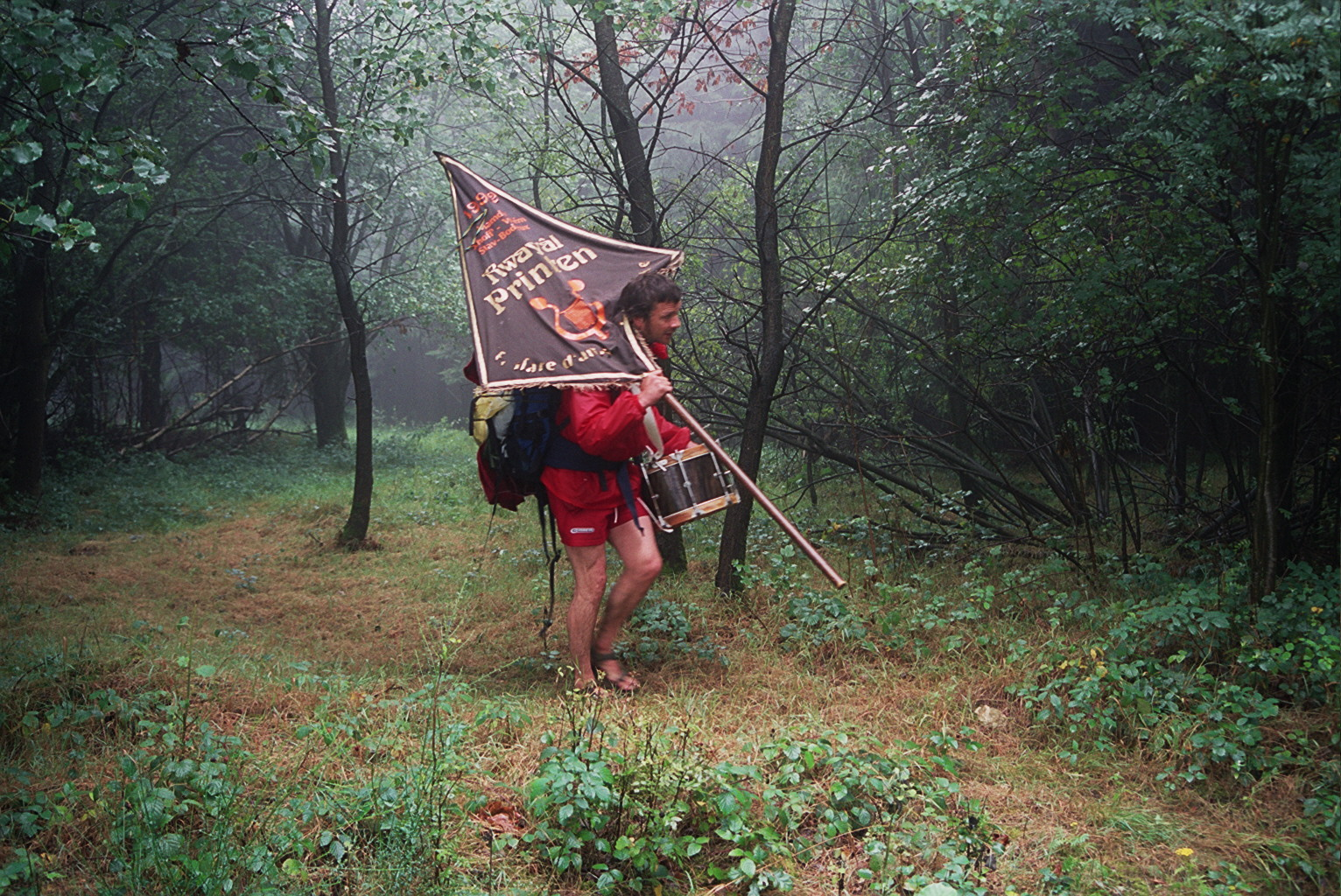
Le Grand'Tour, Vincent Solheid, 2007

En 2016, il co-réalise avec Michaël Bier et Erika Sainte Je suis resté dans les bois ; il est aussi acteur dans ce long métrage qui sort dans les salles belges en avril 2017.

## Édition
- 1998 : Contrastes pour un équilibre, livret d’art
- 2012 : Le Grand'Tour, dvd du film, collection « Actes belges »
- 2012 : Anniversaire, EP 4 titres + 2 clips
- 2012 : Vincent Solheid, monographie, 144 pages, texte de Dominique Legrand
- 2012 : coffret Vincent Solheid, 1 livre, 1 film, 1 disque aussi

## Exposition
- 2013 : Vincent Solheid. Confessions publiques, Musée d'Ixelles, du 21/02 au 26/05/2013[2],[1]

## Filmographie
Acteur
- 2011 : Le Grand'Tour de Jérôme Le Maire : Vincent
- 2017 : Je suis resté dans les bois de Michaël Bier, Erika Sainte et Vincent Solheid : Vincent

Scénariste
- 2011 : Le Grand'Tour de Jérôme Le Maire
- 2017 : Je suis resté dans les bois de Michaël Bier, Erika Sainte et Vincent Solheid

Réalisateur
- 2017 : Je suis resté dans les bois de Michaël Bier, Erika Sainte et Vincent Solheid